# Гизе, Гарри
Гарри Гизе (нем. Harry Giese; 2 марта 1903, Магдебург — 20 января 1991, Берлин) — немецкий актёр и диктор.

## Творческая биография

### Раннее творчество
С 18 лет выступал театральным актёром в различных немецких городах, пока в конце концов не оказался в Берлине, где начал играть в Театре на Ноллендорфплац и в Комедиен-хаусе. В то же время начинает работать на дубляже зарубежных фильмов, а также диктором киножурналов.

### Диктор фильмов
При нацистском режиме был диктором нескольких пропагандистских фильмов, в том числе «Вечный жид» (нем. Der Ewige Jude, 1940) и «Лейбштандарте СС „Адольф Гитлер“ в действии» (нем. LAH (Leibstandarte SS Adolf Hitler) im Einsatz, 1941).
С 1940 года и до последнего, 755-го выпуска был диктором пропагандистского киножурнала «Немецкое еженедельное обозрение» (Die Deutsche Wochenschau).

### Послевоенная карьера
После войны не подвергался денацификации, поскольку не состоял в НСДАП. Уже с 1947 года снова работал на дубляже зарубежных фильмов в Западном Берлине. Вернуться в киножурналистику ему не удалось, его голос был слишком известен. Участвовал в создании ряда документальных фильмов, в том числе «Мы видели своими глазами: Россия сегодня» (нем. Wir sahen mit unseren Augen: Rußland heute, Gerd Nickstadt, 1957). Иногда озвучивал самого себя в фильмах, посвящённых Второй мировой войне.